# 언양휴게소
언양휴게소(彦陽休憩所, Eonyang Service area)은 대한민국의 울산광역시 울주군 언양읍 반곡리에 위치한 경부고속도로의 고속도로 휴게소이다. 부산기점에서 44 km 떨어진 곳에 위치하며, 서울방향에만 휴게소가 존재한다. 주소는 울산광역시 울주군 언양읍 경부고속도로 44이다. 휴게소 안에 반구대암각화박물관이 전시 비치되어 있다.
원래는 양방향 모두 휴게소가 존재했으나, 부산방향 휴게소는 간이 휴게소로 운영되어 2011년 8월 25일 시설 노후로 인해 폐쇄되었고, 이 휴게소를 대체하기 위해 옛 통도사 나들목 부지에 통도사휴게소가 신설되었다. 2019년 현재 폐쇄된 부산방향 언양휴게소 부지는 태양열 발전소와 언양 졸음쉼터로 사용 중이다.

## 시설
- 종합안내소
- 고객 휴게실
- 모유수유실
- 장애인 편의시설
- 자율식당
- 커피 전문점
- 농심가락우동(라면)
- 간식코너
- 주차장
- 브랜드 매장 : 엔제리너스
- 정유소 : 알뜰주유소, GS칼텍스(LPG)
- 대표음식 : 사골 육개장
  - 북위 35° 35′ 52″ 동경 129° 08′ 30″ / 북위 35.5978956°  동경 129.1417827°

## 다음 휴게소
상행선
- 경부고속도로 서울방향 건천휴게소 32km

## 전후
- 언양 분기점 → 언양휴게소 → 활천 나들목
- 양산휴게소 → 언양휴게소 → 건천휴게소